# هیت (آلاباما)
هیت (به انگلیسی: Heath) شهری در شهرستان کاوینگتون ایالت آلاباما است که مساحت آن ۲٫۳۳ کیلومتر مربع است و در سرشماری سال ۲۰۱۰ میلادی، ۲۵۴ نفر جمعیت داشته و تراکم جمعیتی آن، ۱۰۹٫۰۱ نفر در هر کیلومتر مربع بوده است.